# Paweł III (papież)

Tycjan, Paweł III z nepotami

Paweł III (łac. Paulus III, właśc. Alessandro Farnese; ur. 29 lutego 1468 w Canino, zm. 10 listopada 1549 w Rzymie) – papież w okresie od 13 października 1534 do 10 listopada 1549.

## Życiorys

### Wczesne życie
Pochodził ze znanego rodu Farnese. Jego rodzicami byli Pierluigi Ranuccio Farnese i Giovannella Caetani; miał czworo rodzeństwa. Jego rodzina posiadała majątki w okolicy jeziora Bolsena. Jako młodzieniec pozostawał pod wpływem florenckich i rzymskich humanistów, a szczególny wpływ na jego edukację wywarł Pomponiusz Letus. Przebywając we Florencji na dworze Wawrzyńca Wspaniałego, Farnese zaprzyjaźnił się z Giovannim Medicim, późniejszym papieżem Leonem X (1513–1521). Studiował nauki humanistyczne we Florencji i w Pizie. Karierę w Kurii Rzymskiej rozpoczął w 1491 roku urzędem protonotariusza apostolskiego. W 1492 został skarbnikiem Kościoła rzymskiego. Rok później został kreowany kardynałem diakonem Santi Cosma e Damiano przez Aleksandra VI. Od 1503 był kardynałem diakonem Sant'Eustachio; w latach 1519–1523 – kardynałem biskupem Tusculum; w 1523 został kardynałem biskupem Palestriny; w latach 1523–1524 – kardynałem biskupem Sabiny; w 1524 został kardynałem biskupem Porto e Santa Rufino i od 1524 był kardynałem biskupem Ostia e Valletri. W latach 1499–1519 był biskupem Montefiascone-Corneto, w 1509 roku otrzymał biskupstwo Parmy, dwukrotnie był biskupem Benewentu (1514–1522 i 1528–1530). Święcenia kapłańskie przyjął w 1519. W latach 1508–1510 administrator diecezji Vence, w 1521 administrator diecezji Sulmona-Valva, w 1525 administrator diecezji Anagni, 1530–1532 administrator diecezji Bitonto, w 1534 administrator diecezji Sora. W 1524 roku został mianowany przez Klemensa VII dziekanem Kolegium Kardynalskiego.

### Wybór na papieża
Po śmierci Klemensa VII kardynałowie zebrali się na konklawe. Zaledwie po dwóch dniach obrad, 13 października 1534 roku, 66-letni kardynał Farnese został jednomyślnie obrany papieżem i przyjął imię Pawła III. Został koronowany 3 listopada.

### Pontyfikat
Zaraz po intronizacji postanowił przeprowadzić reformę Kościoła. Wprawdzie nie udało mu się zwołać soborów do Mantui i Vicenzy (odpowiednio 1537 i 1538), lecz ograniczenie wydatków na Kolegium Kardynałów wpłynęło korzystnie na planowaną reformę.
W 1536 roku papież powołał komisję kardynalską, która miała opracować raport na temat nadużyć w Kościele. Komisji tej przewodniczył kardynał Gasparo Contarini (a w jej skład wchodzili m.in. Gianpietro Carafa, Marcello Cervini i Reginald Pole) i gotowy raport na temat nadużyć odczytano papieżowi w dniu 9 marca 1537 roku. Raport ten jest znany jako Consilium de Emendanda Ecclesia; jednak zawarte w nim postulaty nigdy nie weszły w życie. Do umieszczenia pozycji raportu na indeksie ksiąg zakazanych przyczynił się Paweł IV.
W roku 1537 napisał encyklikę Sublimus Dei, w której bronił Indian uznając, że mają duszę.
Kiedy wojna pomiędzy Francją a Niemcami dobiegła końca i 15 września 1544 podpisano pokój w Crépy, papież mógł rozpocząć przygotowania do zwołania soboru. Na prośbę Karola V sobór miał się zebrać w Trydencie 1 listopada 1542. Wkrótce potem sobór został suspendowany i wznowiono go dopiero 5 marca 1545 (otwarty został 13 grudnia 1545). W czasie obrad soboru dyskutowano sprawy związane z reformą Kościoła oraz sprawy doktrynalne (m.in. Biblia, grzech pierworodny i sakramenty). Wkrótce potem, wiosną 1547 – z powodu wybuchu epidemii tyfusu, obrady zostały przeniesione do Bolonii. Cesarz stanowczo się temu sprzeciwił (Bolonia leżała w papieskiej strefie wpływów), lecz Paweł nie ugiął się pod żądaniami Karola powrotu obrad soboru do Niemiec. Po ośmiu sesjach, 14 września 1549, sobór został zawieszony.
Popierał reformy zakonów, jak i powoływał nowe zgromadzenia. 27 września 1540 bullą Regimini militantis ecclesiae powołał do życia Towarzystwo Jezusowe. W 1542 roku zreformował inkwizycję, która od tego czasu nosiła nazwę „Święte Oficjum”, i na którego czele stało sześciu kardynałów. Nakazał przyozdobić freskami Zamek św. Anioła (dawny grobowiec Hadriana). Podjął decyzję w sprawie przekształcenia Kapitolu.
17 grudnia 1538 obłożył interdyktem Anglię i ekskomunikował Henryka VIII, co doprowadziło do oderwania się Anglii od Kościoła katolickiego. Neutralna postawa, jaką chciał zachować wobec Karola V i Franciszka I, spowodowała brak jednolitej kampanii przeciw Turkom, którzy zagrażali państwom chrześcijańskim w Europie. Jednocześnie popierał cesarza w jego konflikcie z Ligą szmalkaldzką i zachęcał króla francuskiego do prześladowania hugenotów.
Pod koniec pontyfikatu przeciwko Pawłowi wystąpiła jego najbliższa rodzina, co przyspieszyło śmierć papieża spowodowaną ostrym atakiem febry.
Paweł jest różnie oceniany przez historyków. Z jednej strony widział on potrzebę reformy Kościoła i podjął nawet kroki w tym kierunku. Z drugiej jednak strony, zachowywał się jak typowy papież renesansowy (nepotyzm), nadając swoim krewnym wysokie stanowiska. Niewątpliwie jednak zwołanie soboru jest korzystnie odbierane przez badaczy papiestwa. Wbrew powszechnym opiniom Farnese nie jest pierwszym papieżem reformy katolickiej.

### Życie prywatne
Siostrą papieża była Giulia Farnese. Była metresą Aleksandra VI i urodziła mu córkę, Laurę Orsini. Paweł, w czasach, gdy był jeszcze kardynałem, utrzymywał związek z kochanką, prawdopodobnie arystokratką o nazwisku Ruffina. Z tego związku urodziło się czworo dzieci – Pier Luigi, Paolo, Ranuccio i Costanza. Dwóch swoich wnuków – Alessandra Farnese i Ranuccia Farnese – kreował kardynałami, gdy byli w wieku 14–16 lat.

## Nominacje kardynalskie
W czasie pontyfikatu, Paweł III kreował 71 kardynałów, na dwunastu konsystorzach.

## Mecenat artystyczny
Jeszcze jako kardynał, Farnese przyjaźnił się z ludźmi nauki i sztuki. Jednym z jego pierwszych, papieskich przedsięwzięć było odrestaurowanie Uniwersytetu Rzymskiego, a także wybudowanie pałacu rodu Farnese. Przez praktycznie cały swój pontyfikat dbał o wykształcenie członków swojej rodziny i o zapewnienie jej statusu jednego z najważniejszych rodów we Włoszech. Jednym z głównych twórców tamtych czasów był kontrowersyjny pisarz Pietro Aretino, który opisywał także życie Pawła III. Był także hojnym darczyńcą na rzecz Biblioteki Watykańskiej. W latach 1543–1549 nakazał ozdobić freskami Zamek św. Anioła. Największym protegowanym papieża był Michał Anioł i jego uczeń Giacomo della Porta, których sprowadził do Rzymu i zlecił dokończenie Sądu Ostatecznego i odbudowanie bazyliki św. Piotra. Paweł jest nazywany „ostatnim papieżem Renesansu”.
W czasie pontyfikatu Pawła, w roku 1543, ukazało się rewolucyjne dzieło Mikołaja Kopernika, O obrotach sfer niebieskich, w którym astronom zamieścił w przedmowie do księgi specjalną dedykację dla Pawła III. Papież zapoznał się z tym dziełem, lecz nie przedstawił oficjalnego stanowiska Kościoła. 